# Arctostaphylos otayensis
Arctostaphylos otayensis är en ljungväxtart som beskrevs av Wiesl. och Schreiber. Arctostaphylos otayensis ingår i släktet mjölonsläktet, och familjen ljungväxter. Inga underarter finns listade i Catalogue of Life.

## Bildgalleri

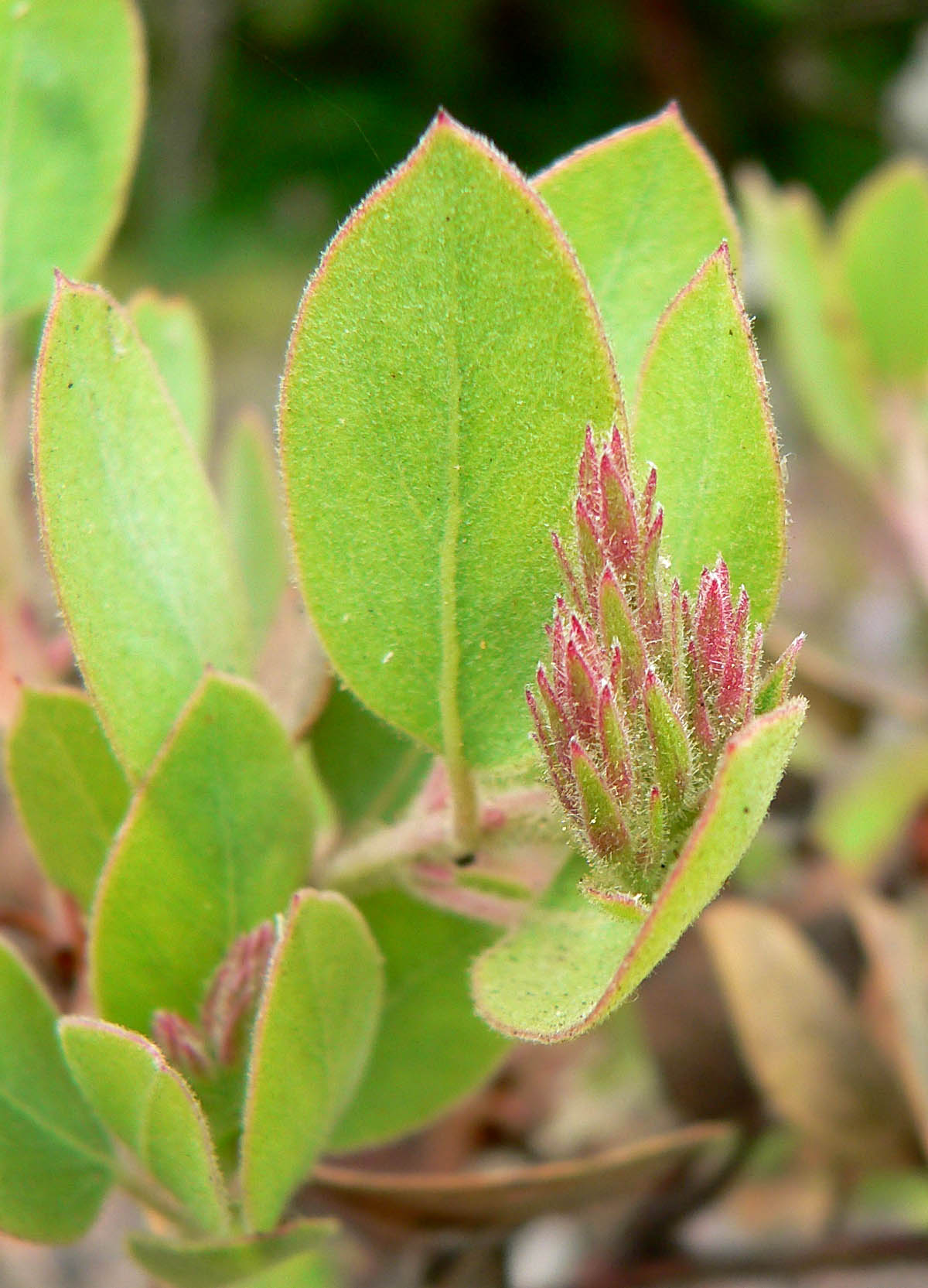